# Ryes
Ryes – miejscowość i gmina we Francji, w regionie Normandia, w departamencie Calvados.
Według danych na rok 1990 gminę zamieszkiwało 421 osób, a gęstość zaludnienia wynosiła 44 osoby/km² (wśród 1815 gmin Dolnej Normandii Ryes plasuje się na 492. miejscu pod względem liczby ludności, natomiast pod względem powierzchni na miejscu 539.).